# Hella Haasseplein
Het Hella Haasseplein is een plein in Amsterdam-Centrum.  
Alhoewel officieel te boek staande als een plein betreft het hier het driehoekige voorplein(tje) van het centrale gebouw van de Openbare Bibliotheek Amsterdam, Oosterdokskade 143. Aan het plein is slechts één gebouw gevestigd, de genoemde bibliotheek, die haar originele adres behield. Het plein draagt de naam van schrijfster Hella Haasse, die een binding heeft met de bibliotheek onder andere door een borstbeeld van haar in het gebouw en een Hella Haassezaal.
Bijzonder is dat het plein al in 2014 haar naam kreeg. Normaal wordt bij een dergelijk vernoeming een termijn van ten minste tien jaar in acht genomen. Vanwege de binding tussen bibliotheek en schrijfster werd die termijn terzijde geschoven (ze overleed in 2011).